# Liste der Baudenkmäler in Abtei (Südtirol)
Die Liste der Baudenkmäler in Abtei (ladinisch und italienisch Badia) enthält die 34 als Baudenkmäler ausgewiesenen Objekte auf dem Gebiet der Gemeinde Abtei in Südtirol.
Basis ist das im Internet einsehbare offizielle Verzeichnis der Baudenkmäler in Südtirol. Dabei kann es sich beispielsweise um Sakralbauten, Wohnhäuser, Bauernhöfe und Adelsansitze handeln. Die Reihenfolge in dieser Liste orientiert sich an der Bezeichnung, alternativ ist sie auch nach der Adresse oder dem Datum der Unterschutzstellung sortierbar.

## Liste
| Foto |                 | Bezeichnung                                                   | Standort                                                              | Eintragung                   | Beschreibung                                                                                     | Metadaten |
| ---- | --------------- | ------------------------------------------------------------- | --------------------------------------------------------------------- | ---------------------------- | ------------------------------------------------------------------------------------------------ | --- |
| ja   | Datei hochladen | Alfarei ID: 13589                                             | Ruac Badia 5 46° 37′ 1″ N, 11° 54′ 29″ O Fraktion: St. Leonhard       | 10. Nov. 1988 (BLR-LAB 7330) | Wohnhaus mit gemauertem Erdgeschoss und hölzernem Obergeschoss                                   | KG: Abtei Bauparzelle: 278                                                                                      |
| ja   | Datei hochladen | Ciampidel in St. Kassian ID: 13603                            | Ciampidel 31 46° 34′ 59″ N, 11° 55′ 8″ O Fraktion: St. Kassian        | 10. Nov. 1988 (BLR-LAB 7330) | Wohnhaus mit Krüppelwalmdach an Talseite und Kapelle im Obergeschoss                             | KG: Abtei Bauparzelle: 667                                                                                      |
| ja   | Datei hochladen | Ciasa Püter in Stern ID: 13597                                | Rottonara-Straße 38 46° 35′ 2″ N, 11° 54′ 0″ O Fraktion: Stern        | 10. Nov. 1988 (BLR-LAB 7330) | Zweigeschossiges Wohnhaus mit Quadermalerei aus dem 17. Jahrhundert                              | KG: Abtei Bauparzelle: 426                                                                                      |
| ja   | Datei hochladen | Colz (Granciasa) in Stern ID: 13598                           | Marin-Straße 80 46° 34′ 50″ N, 11° 53′ 51″ O Fraktion: Stern          | 14. Dez. 1949 (MD)           | Ehemals adeliger Ansitz mit Umfassungsmauer und Schindeldach                                     | KG: Abtei Bauparzelle: 462, 463, 464, 465 Grundparzelle: 3368, 3369/1, 3369/2, 3370, 3371, 3372, 3373/1, 3373/2 |
| ja   | Datei hochladen | Colz in St. Leonhard ID: 13587                                | Colz Badia 11 46° 36′ 51″ N, 11° 54′ 0″ O Fraktion: St. Leonhard      | 14. Dez. 1949 (MD)           | Ehemals adeliger Ansitz mit Krüppelwalmdach                                                      | KG: Abtei Bauparzelle: 206/1                                                                                    |
| ja   | Datei hochladen | Costa in Pedraces ID: 13581                                   | Costa 13-15 46° 37′ 29″ N, 11° 53′ 15″ O Fraktion: Pedratsches        | 10. Nov. 1988 (BLR-LAB 7330) | Bauernhof mit gemauertem Erd- und Obergeschoss                                                   | KG: Abtei Bauparzelle: 69, 72                                                                                   |
| ja   | Datei hochladen | Gasthaus Weißes Kreuz ID: 13584                               | San Linêrt 46 46° 36′ 39″ N, 11° 54′ 0″ O Fraktion: St. Leonhard      | 14. Dez. 1949 (MD)           | Rechteckiges Gasthaus mit Walmdach und Fassadenfresko                                            | KG: Abtei Bauparzelle: 181                                                                                      |
| ja   | Datei hochladen | Geburtshaus von P. Josef Freinademetz in Oies ID: 13591       | Oies 6 46° 36′ 15″ N, 11° 54′ 30″ O Fraktion: Oies                    | 10. Nov. 1988 (BLR-LAB 7330) | Wohnhaus mit gemauertem Erd- und Obergeschoss, Keller als Kapelle verwendet                      | KG: Abtei Bauparzelle: 325                                                                                      |
| ja   | Datei hochladen | Haus Cianacëi ID: 50514                                       | Cianacëi 5 46° 36′ 40″ N, 11° 54′ 39″ O                               | 15. Dez. 2008 (BLR-LAB 4793) | Im 16. Jahrhundert erbautes und im Barock umgestaltetes Wohnhaus                                 | KG: Abtei Bauparzelle: 287                                                                                      |
| ja   | Datei hochladen | Heiligkreuz ID: 13592                                         | 46° 36′ 51″ N, 11° 56′ 18″ O                                          | 10. Nov. 1988 (BLR-LAB 7330) | 1484 erbaute Kirche mit Schindeldach                                                             | KG: Abtei Bauparzelle: 338                                                                                      |
| ja   | Datei hochladen | Hospiz bei Heiligkreuz ID: 13593                              | La Crusc 1 46° 36′ 52″ N, 11° 56′ 19″ O                               | 10. Nov. 1988 (BLR-LAB 7330) | Dreigeschossiger Bau aus dem frühen 18. Jahrhundert                                              | KG: Abtei Bauparzelle: 339                                                                                      |
| ja   | Datei hochladen | Kapelle an der Staatsstraße ID: 13606                         | 46° 35′ 10″ N, 11° 54′ 13″ O Fraktion: Stern                          | 10. Nov. 1988 (BLR-LAB 7330) | Um 1930 erbaute, hölzerne Kapelle mit Schindeldach                                               | KG: Abtei Bauparzelle: 903                                                                                      |
| ja   | Datei hochladen | Kapelle in Cianins ID: 13594                                  | 46° 35′ 12″ N, 11° 54′ 48″ O                                          | 10. Nov. 1988 (BLR-LAB 7330) | Kapelle aus dem 19. Jahrhundert mit Schindeldach                                                 | KG: Abtei Bauparzelle: 377                                                                                      |
| ja   | Datei hochladen | Kapelle in Paracia ID: 13582                                  | 46° 36′ 0″ N, 11° 53′ 39″ O                                           | 14. Dez. 1949 (MD)           | Kapelle aus dem 18. Jahrhundert mit Schindeldach                                                 | KG: Abtei Bauparzelle: 137                                                                                      |
| ja   | Datei hochladen | Kapelle Unsere Liebe Frau in Pescoll ID: 13579                | 46° 37′ 27″ N, 11° 52′ 35″ O Fraktion: Pescoll                        | 14. Dez. 1949 (MD)           | Um 1900 errichtete Kapelle mit Schindeldach                                                      | KG: Abtei Bauparzelle: 44                                                                                       |
| ja   | Datei hochladen | Kornkasten in Pedraces ID: 13580                              | 46° 37′ 21″ N, 11° 52′ 57″ O Fraktion: Pedratsches                    | 10. Nov. 1988 (BLR-LAB 7330) | Zweigeschossiger Kornkasten                                                                      | KG: Abtei Bauparzelle: 58                                                                                       |
| ja   | Datei hochladen | Kornkasten in Valgiarei ID: 13588                             | 46° 37′ 27″ N, 11° 54′ 35″ O Fraktion: Valgiarei                      | 10. Nov. 1988 (BLR-LAB 7330) | Kornkasten mit gemauertem Erdgeschoss und hölzernem Obergeschoss                                 | KG: Abtei Bauparzelle: 231                                                                                      |
| ja   | Datei hochladen | Lagazuoi-Kapelle ID: 13608                                    | 46° 33′ 7″ N, 11° 59′ 59″ O Fraktion: St. Kassian                     | 14. Nov. 2005 (BLR-LAB 4269) | Hölzerne Kapelle, 1917 erneuert                                                                  | KG: Abtei Grundparzelle: 5178/1                                                                                 |
| ja   | Datei hochladen | Larjei in St. Kassian ID: 13600                               | Larjei 5 46° 34′ 39″ N, 11° 55′ 46″ O Fraktion: St. Kassian           | 10. Nov. 1988 (BLR-LAB 7330) | Mehrgeschossiges Wohnhaus                                                                        | KG: Abtei Bauparzelle: 616                                                                                      |
| ja   | Datei hochladen | Lourdeskapelle in Stern ID: 13604                             | 46° 34′ 58″ N, 11° 53′ 49″ O Fraktion: Stern                          | 10. Nov. 1988 (BLR-LAB 7330) | Um 1890 errichtete Kapelle                                                                       | KG: Abtei Bauparzelle: 727                                                                                      |
| ja   | Datei hochladen | Marienkapelle in Costadedoi ID: 13601                         | 46° 34′ 37″ N, 11° 55′ 30″ O Fraktion: Costadedoi                     | 10. Nov. 1988 (BLR-LAB 7330) | 1901 errichtete Kapelle mit Schindeldach                                                         | KG: Abtei Bauparzelle: 633                                                                                      |
| ja   | Datei hochladen | Marienkapelle in Piccolplang ID: 13605                        | 46° 34′ 4″ N, 11° 56′ 23″ O Fraktion: St. Kassian                     | 10. Nov. 1988 (BLR-LAB 7330) | Kapelle mit Schindeldach                                                                         | KG: Abtei Bauparzelle: 803                                                                                      |
| ja   | Datei hochladen | Marin de Sura in Stern ID: 13595                              | 46° 34′ 48″ N, 11° 53′ 45″ O Fraktion: Stern                          | 10. Nov. 1988 (BLR-LAB 7330) | Zweigeschossiges Wohnhaus                                                                        | KG: Abtei Bauparzelle: 407                                                                                      |
| ja   | Datei hochladen | Mühle in Funtanacia ID: 50491                                 | 46° 34′ 33″ N, 11° 53′ 40″ O                                          | 3. Juni 2008 (BLR-LAB 1869)  | Mühle mit gemauertem Sockel und hölzernem Wasserrad aus dem 17. oder 18. Jahrhundert             | KG: Abtei Bauparzelle: 478                                                                                      |
| ja   | Datei hochladen | Mühle beim Rudiferia de Sura in St. Kassian ID: 13602         | 46° 35′ 3″ N, 11° 55′ 43″ O Fraktion: St. Kassian                     | 10. Nov. 1988 (BLR-LAB 7330) | Zweigeschossige Mühle                                                                            | KG: Abtei Bauparzelle: 645                                                                                      |
| ja   | Datei hochladen | Pfarrkirche St. Jakob und Leonhard mit Friedhof ID: 13586     | 46° 36′ 39″ N, 11° 54′ 2″ O Fraktion: St. Leonhard                    | 10. Nov. 1988 (BLR-LAB 7330) | Barocke Kirche, Turm aus dem 14. Jahrhundert                                                     | KG: Abtei Bauparzelle: 188 Grundparzelle: 1556                                                                  |
| ja   | Datei hochladen | Pfarrkirche St. Kassian mit Friedhof und Kapelle ID: 13599    | 46° 34′ 15″ N, 11° 55′ 57″ O Fraktion: St. Kassian                    | 10. Nov. 1988 (BLR-LAB 7330) | Mitte des 18. Jahrhunderts erbaute und im 19. Jahrhundert erweiterte Kirche                      | KG: Abtei Bauparzelle: 573 Grundparzelle: 4484                                                                  |
| ja   | Datei hochladen | Pfarrkirche Unsere Liebe Frau in Stern mit Friedhof ID: 13596 | 46° 34′ 54″ N, 11° 53′ 49″ O Fraktion: Stern                          | 10. Nov. 1988 (BLR-LAB 7330) | Kirche aus dem 16. Jahrhundert, im 19. und 20. Jahrhundert erweitert                             | KG: Abtei Bauparzelle: 413 Grundparzelle: 3231                                                                  |
| ja   | Datei hochladen | Pransarores ID: 13590                                         | Pransarores 18-20 46° 36′ 39″ N, 11° 54′ 18″ O Fraktion: St. Leonhard | 10. Nov. 1988 (BLR-LAB 7330) | Zwei Wohnhäuser mit Backofen und Kornkasten                                                      | KG: Abtei Bauparzelle: 297, 298, 299, 300                                                                       |
| ja   | Datei hochladen | Sompunt mit Mühle ID: 13583                                   | Sompunt 25 46° 35′ 44″ N, 11° 54′ 2″ O Fraktion: Stern                | 14. Dez. 1949 (MD)           | Ehemals adeliger Ansitz mit drei Geschossen und Walmdach                                         | KG: Abtei Bauparzelle: 140/1, 143                                                                               |
| BW   | Datei hochladen | Sotgherdena ID: 50596                                         | 46° 37′ 5″ N, 11° 53′ 2″ O                                            | 21. Juni 2016 (BLR-LAB 685)  | Bauernhof in der charakteristischen ladinischen Bautypologie, Jahreszahl „1661“ über der Haustür | KG: Abtei Bauparzelle: 82                                                                                       |
| ja   | Datei hochladen | Widum in St. Leonhard ID: 13585                               | San Linêrt 42 46° 36′ 38″ N, 11° 54′ 3″ O Fraktion: St. Leonhard      | 10. Nov. 1988 (BLR-LAB 7330) | Widum mit Eckerker, im 19. Jahrhundert umgebaut                                                  | KG: Abtei Bauparzelle: 186                                                                                      |
| ja   | Datei hochladen | Wollkämmerei mit Wasserantrieb ID: 50486                      | 46° 34′ 32″ N, 11° 53′ 38″ O Fraktion: Stern                          | 26. Mai 2008 (BLR-LAB 1759)  | Zweigeschossiger Bau mit Wollkammanlage aus dem späten 19. Jahrhundert                           | KG: Abtei Bauparzelle: 475                                                                                      |

Falls bei einem Baudenkmal keine Koordinaten bekannt sind, werden ersatzweise die Katasterdaten zum Zeitpunkt der Unterschutzstellung angegeben. Diese sind weder offiziell noch zwingend aktuell.
Die vom Landesdenkmalamt übernommenen Adressen können veraltet sein.
| Foto:   | Fotografie des Denkmals. Klicken des Fotos erzeugt eine vergrößerte Ansicht. Daneben finden sich zwei Symbole: |
| ID      | Identifikator beim Südtiroler Landesdenkmalamt                                                                 |
| KG      | Katastralgemeinde                                                                                              |
| MD      | Ministerialdekret                                                                                              |
| BLR-LAB | Beschluss der Landesregierung – Landesausschussbeschluss                                                       |

## Ehemalige Baudenkmäler
| Foto |                 | Bezeichnung                        | Standort                     | Eintragung                   | Beschreibung                                                                                        | Metadaten                    |
| ---- | --------------- | ---------------------------------- | ---------------------------- | ---------------------------- | --------------------------------------------------------------------------------------------------- | ---------------------------- |
| ja   | Datei hochladen | Ölbergkapelle in Corcela ID: 13607 | 46° 37′ 47″ N, 11° 53′ 28″ O | 10. Nov. 1988 (BLR-LAB 7330) | Kapelle aus dem 19. Jahrhundert, um 1960 stark renoviert; von einem Erdrutsch im März 2004 zerstört | KG: Abtei Grundparzelle: 116 |

Falls bei einem Baudenkmal keine Koordinaten bekannt sind, werden ersatzweise die Katasterdaten zum Zeitpunkt der Unterschutzstellung angegeben. Diese sind weder offiziell noch zwingend aktuell.
Die vom Landesdenkmalamt übernommenen Adressen können veraltet sein.
| Foto:   | Fotografie des Denkmals. Klicken des Fotos erzeugt eine vergrößerte Ansicht. Daneben finden sich zwei Symbole: |
| ID      | Identifikator beim Südtiroler Landesdenkmalamt                                                                 |
| KG      | Katastralgemeinde                                                                                              |
| MD      | Ministerialdekret                                                                                              |
| BLR-LAB | Beschluss der Landesregierung – Landesausschussbeschluss                                                       |